# 国際協力局
国際協力局（こくさいきょうりょくきょく）は、外務省の内部部局の一つ。2006年8月に経済協力局と大臣官房の国際社会協力部が統合して設置され、従来、異なる部局が担当していた技術協力、無償資金協力、有償資金協力、それぞれの二国間援助、そして多国間援助、といったODAの機能を一括して担当する。
なお、外務省には、1951年から1958年まで同名の「国際協力局」が設置されていたが、こちらの管轄は、ODAでなく、国際機関や国際会議への参加に関する事務であり、後の国際連合局（現在の総合外交政策局の前身）の前身だったので、同名でも大きく異なる。

## 組織
- 局長
- 審議官
- 参事官(3人)
- 政策課
  - 民間援助連携室
    - 国際協力事業安全対策室
- 開発協力総括課
  - 開発協力企画室
  - 事業管理室
- 緊急・人道支援課
- 国別開発協力第一課
- 国別開発協力第二課
- 国別開発協力第三課

### 地球規模課題審議官組織
- 地球規模課題審議官
- 地球規模課題総括課
  - 専門機関室
    - 国際保健政策室
- 地球環境課
- 気候変動課

## 歴代局長
- 別所浩郎（2007年 - 2008年）
- 木寺昌人（2008年 - 2010年）
- 佐渡島志郎（2010年 - 2011年）
- 越川和彦（2011年 - 2012年）
- 梅田邦夫（2012年 - 2014年）
- 石兼公博（2014年 - 2015年）
- 山田滝雄（2015年 - 2017年）
- 梨田和也（2017年 - 2019年）
- 鈴木秀生（2019年 - 2020年）
- 植野篤志（2020年 - 2021年）
- 鯰博行（2021年 - 2024年）
- 石月英雄 (2024年 - )